# شاید به من زنگ بزند
«شاید به من زنگ بزند» (به انگلیسی: Call Me Maybe) ترانه‌ای از خواننده-ترانه‌پرداز کانادایی کارلی ری جپسن می‌باشد که در ئی‌پی وی تحت عنوان کنجکاوی (۲۰۱۲) قرار داشت و بعدها در دومین آلبوم استودیویی و نخستین آلبوم بین‌المللی وی تحت عنوان بوسه قرار گرفت. این ترانه توسط جپسن و تاویش کرو به‌عنوان یک ترانهٔ فولک نوشته شد، اما پس از تهیه‌کنندگی جاش رمزی، سبکش به پاپ تغییر کرد. «شاید به من زنگ بزند» در ۲۰ سپتامبر سال ۲۰۱۱ در کانادا از سوی ۶۰۴ رکوردز منتشر گردید. زمانی‌که جپسن در سال ۲۰۱۲ به اسکول‌بوی رکوردز پیوست این ترانه به‌طور جهانی از سوی این ناشر منتشر گردید، که به‌عنوان اولین تک‌آهنگ بین‌المللی او نیز تبدیل شد. این ترانه از لحاظ موسیقایی با سبک‌های تین پاپ، دنس پاپ، بابلگام پاپ همراه‌است که به مشکل‌ها و دردسرهایی که عشق در نگاه اول برای دختری به‌همراه می‌آورد پرداخته‌است؛ دختری که امیدوار است طرف مقابل بعد از ملاقات با او تماس بگیرد.
این ترانه در چارت‌های استرالیا، جمهوری چک، دانمارک، فنلاند، فرانسه، مجارستان، ایرلند، نیوزیلند، سوئیس، پادشاهی متحده و ایالات متحده به رتبه یک دست یافت در چارت‌های اتریش، بلژیک (فلاندرز)، آلمان، هلند، نروژ و لهستان به جزو پنج ترانه اول قرار گرفت. این ترانه اولین ترانه از سال ۲۰۰۷ از یک خواننده زن کانادایی است که در ۱۰۰ داغ بیلبورد (چارت آمریکا) اول می‌شود. قبلتر ترانه «دوست‌دختر» از آوریل لوین در سال ۲۰۰۷ به این رتبه دست یافته بود.
موزیک ویدئوی این ترانه توسط بن کنچتل کارگردانی شده و در آن جپسن سعی دارد توجهٔ پسر جذاب همسایه را جلب کند اما در نهایت پسر همسایه شماره خود را به یک گیتاریست مرد می‌دهد.